# Індійський дитячий цироз
Індійський дитячий цироз (ІДЦ) (англ. Indian childhood cirrhosis (ICC)) — це прогресуюча печінкова недостатність у маленьких дітей, пов'язана із значним перевантаженням печінки міддю (понад 800 мкг/г сухої маси). На відміну від хвороби Вільсона, ІДЦ асоціюється з нормальним або підвищеним рівнем церулоплазміну, що вказує на дефект, що затримується на шляху виведення міді.
Вражає переважно дітей від 1 до 3 років, може передаватися генетично. В минулому часто призводив до летальних випадків, але з часом хворобу навчилися попереджувати та лікувати за допомогою D-пеніциламіну. Препарат значно знижував вміст міді в сироватці крові та печінці з одночасним покращеннят клінічних та симптоматичних аспектів. Таку терапію порівнювали зі звичайною терапією кортикостероїдами.